# Santa Cruz das Palmeiras
Santa Cruz das Palmeiras es un municipio brasileño del estado de São Paulo. Se localiza a una latitud 21º49'37" sur y a una longitud 47º14'55" oeste, estando a una altitud de 635 metros. Su población estimada en 2008 era de 32.861 habitantes.

## Demografía
Datos del Censo - 2008
Población total: 31.512
- Urbana: 30.387
- Rural: 1.125
- Hombres: 16.462
- Mujeres: 15.050
- 0-4 años: 2.339
- 5-9 años: 2.521
- 10-14 años: 2.534
- 15-19 años: 2.903
- 20-29 años: 6.738
- 30-49 años: 8.782
- 50 + años: 5.695

Densidad demográfica (hab./km²): 106,5
Mortalidad infantil hasta 1 año (por mil): 11,54
Expectativa de vida (años): 73,71
Tasa de fertilidad (hijos por mujer): 2,13
Tasa de alfabetización: 89,46%
Tasa de Crecimiento Demográfico: 2,78 %
Índice de Desarrollo Humano (IDH-M): 0,796
- IDH-M Salario: 0,719
- IDH-M Longevidad: 0,812
- IDH-M Educación: 0,856

(Fuente: IPEAFecha)

## Iglesia Católica
El municipio pertenece a la Diócesis de São João da Boa Vista.